# Tour Si dios quiere yo también
Fue la séptima gira de la cantante Amaia Montero y la tercera como solista.

## Espectáculo

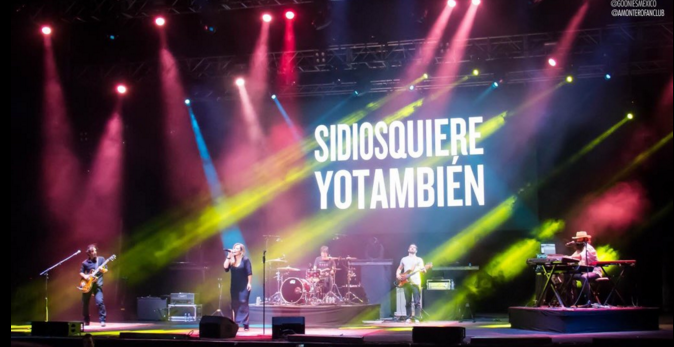
Escenografía del Tour

Amaia Montero es catalogada como una de las solistas españolas en poder realizar una gira Americana con entradas agotadas, ya que ninguna otra solista española ha podido realizar un tour fuera de España en los últimos años. Las presentaciones, han abarcado España y América Latina, y se han agotado las entradas en ciudades como Madrid, Barcelona, Viña del Mar, Santiago de Chile, San Juan, Mendoza, Montevideo, Osorno y Coquimbo.
La escenografía estaba integrada por una pantalla de grandes dimensiones en donde se proyectaba el título de su álbum o en ocasiones se encontraban en cada extremo del escenario (depende de cada recinto) además de alfombras en el lugar donde va cada uno de los músicos. Este tour llevó de vuelta a la cantante a escenarios multitudinarios tocando en estadios, anfiteatros y plazas.

## El Tour
Si bien, estuvo ausente de los escenarios durante tres años, para dedicarse por completo a la composición de las canciones que conforman su tercer trabajo discográfico, "Si Dios Quiere, Yo también".En esta gira podemos ver a una Amaia descansada, mejorando el nivel de afluencia entre sus conciertos y con una calidad vocal que no se veía en giras anteriores, muchos consideran que la cantante esta en su mejor momento.
España: El 21 de febrero de 2015 en Madrid se daba el inicio oficial de la gira y con la expectación generada anteriormente por la salida del álbum las entradas se agotaron en cuestión de días, haciendo que Amaia regresara en gloria y majestad a los escenarios. El tour recorrió gran parte la geografía española, en donde obtuvo excelentes críticas por parte del público y de los medios de comunicación como, "Amaia Montero triunfa en Donostia"  o "Música íntima para un público multitudinario en el concierto de Amaia Montero en Talavera". Además elogiaron el excelente repertorio con canciones como "Coronel", "V.O.S." o "La Paz de Tus Ojos" de su antigua banda La Oreja de Van Gogh. Se tenía propuesto que el final de la gira española sería en septiembre de 2015, pero debido al éxito de esta se tuvieron que abrir nuevas fechas en dicho país. Finalmente la cantante cerro con broche de oro el 8 de abril de 2016 en Las Rozas (Madrid)  
Latinoamérica "El Regreso" : Terminaba la gira española y Amaia Montero se abarcaba en una extensa gira por países como Chile, Argentina y Uruguay con un éxito rotundo agotando las entradas en los antes ya mencionados países. La cantante se mostró feliz volver a pisar suelo Americano tras años de no haberse presentado ahí. La gira ha sido tan exitosa que llevado a Montero a presentarse en los festivales más prestigiosos de dichos países como el Festival Nacional de Peñas de Villa María (Argentina) o el Festival del Huaso de Olmué (Chile) en donde fue la artista que más votos recibió, convirtiéndose en la más popular del certamen chileno. No obstante su paso por Latinoamérica no paso exento de críticas positivas como "Amaia Montero hizo vibrar a los mendocinos y fue ovacionada por unas cinco mil almas", "Amaia hizo delirar a Chile"  o "Gran expectativa por el show de Amaia Montero en Santiago de Estero". La gira terminó de forma oficial el 21 de julio de 2016 en México, en donde la cantante se ausentará del panorama musical para componer su cuarto disco de estudio que saldrá el próximo 2018.

## Músicos
1. Glen Scott (Piano)
2. Isaac (Guitarra)
3. Adrian Bartol (Bajo)
4. Carlos Gamon (Batería)
5. Paco Salazar (Guitarra) (Solo en los conciertos de presentación durante 2014)

## Repertorio
1. Intro
2. Contigo no me voy
3. Fuiste algo importante
4. Mirando al mar (sólo en España)
5. Darte mi vida
6. Deseos de cosas imposibles
7. 4" (sólo en España)
8. Yo a ti también
9. Muñeca de trapo
10. Cuando canto
11. Madrid-Ipanema (sólo en España)
12. V.O.S (sólo en Madrid, San Sebastián y Barcelona)
13. Todo corazón
14. Rosas (sólo en América)
15. Im-Possible
16. Caminando
17. Tu mirada
18. Quiero ser
19. Azul eléctrico
20. La playa
21. La paz de tus ojos (sólo en Madrid y Toledo)
22. Sin miedo a nada (con Álex Ubago) (sólo en Madrid y Villa María)
23. Los abrazos rotos (con Álex Ubago) (sólo en Madrid y Villa María)
24. Palabras
25. Inevitable
26. Coronel (sólo en Madrid, San Sebastián y Barcelona)
27. Puedes contar conmigo

## Repertorio en América
1. Contigo no me voy
2. Fuiste algo importante
3. Deseos de cosas imposibles
4. Darte mi vida
5. Yo a ti también
6. Muñeca de trapo
7. Cuando Canto
8. Todo corazón
9. Rosas
10. Im-possible
11. Caminando
12. Tu mirada
13. Quiero ser
14. La Excepción (sólo en Viña del Mar)
15. Los abrazos rotos
16. La playa
17. Palabras
18. Inevitable
19. Puedes contar conmigo

- V.O.S: Rescatada del disco Guapa, y tocada por primera vez desde el Tour Guapa en los conciertos del 21, 26 y 28 de febrero de 2015 en Madrid, San Sebastián y Barcelona respectivamente.
- Rosas: Incluida en repertorio de la gira americana, cantada por primera vez el 5 de octubre de 2015 en Buenos Aires.
- La Paz de Tus Ojos: Tocada por primera vez desde el Tour lo que te conté mientras te hacías la dormida el 21 de febrero de 2015 en Madrid y el 5 de junio de 2015 en Toledo.
- Sin miedo a nada: Fue interpretada en el concierto del 15 de diciembre de 2015 en Madrid, y por primera vez en Argentina el 7 de febrero de 2016 en el Festival de Villa Maria. En ambas ocasiones a dueto con Álex Ubago.
- Los Abrazos Rotos: Fue interpretada en todos los conciertos de la gira, pero solo el 15 de diciembre de 2015 en Madrid y el 7 de febrero de 2016 en el Festival de Villa Maria en Argentina a dueto con Álex Ubago.
- Coronel: Rescatada del disco Más Guapa, y tocada por primera vez desde la Gira LKXA en los conciertos del 21, 26 y 28 de febrero de 2015 en Madrid, San Sebastián y Barcelona respectivamente.
- La Excepción: Homenaje al cantante argentino Gustavo Cerati, cantada por primera y única vez el 14 de febrero de 2016 en Viña Del Mar.

## Fechas de la gira
| Fecha                    | Ciudad                 | País      | Recinto                                               |
| ------------------------ | ---------------------- | --------- | ----------------------------------------------------- |
| 26 de noviembre de 2014  | Madrid                 | España    | Sala TClub                                            |
| 21 de febrero de 2015    | Madrid                 | España    | Teatro Joy Eslava                                     |
| 26 de febrero de 2015    | San Sebastián          | España    | Teatro Victoria Eugenia                               |
| 28 de febrero de 2015    | Barcelona              | España    | Sala Barts                                            |
| 18 de abril de 2015      | Onda                   | España    | Teatro Mónaco                                         |
| 24 de abril de 2015      | Orihuela               | España    | Teatro Circo                                          |
| 25 de abril de 2015      | Cornellà de Llobregat  | España    | Auditori de Cornellà                                  |
| 9 de mayo de 2015        | Villarreal             | España    | Plaza Mayor                                           |
| 11 de mayo de 2015       | Valdemoro              | España    | Plaza del Ayuntamiento                                |
| 16 de mayo de 2015       | Talavera de la Reina   | España    | Plaza de Comarca                                      |
| 5 de junio de 2015       | Toledo                 | España    | Paseo de la Vega                                      |
| 13 de junio de 2015      | Vitoria                | España    | Teatro Principal                                      |
| 4 de julio de 2015       | Tarrasa                | España    | Parc Dels Catalans                                    |
| 14 de agosto de 2015     | Marbella               | España    | Auditorio Nacional de la Cantera de Nagüeles          |
| 15 de agosto de 2015     | Quintanar de la Orden  | España    | Pista Jardín Colón                                    |
| 29 de agosto de 2015     | Cuenca                 | España    | Plaza de Toros                                        |
| 5 de septiembre de 2015  | Villaseca de la Sagra  | España    | Plaza del Ayuntamiento                                |
| 7 de septiembre de 2015  | Gijón                  | España    | Escenario Principal del Real Grupo Cultural Covadonga |
| 11 de septiembre de 2015 | Logroño                | España    | Palacio de los Deportes                               |
| 18 de septiembre de 2015 | Tudela                 | España    | Teatro Gaztambide                                     |
| 19 de septiembre de 2015 | Logroño                | España    | Rioja Fórum                                           |
| 5 de octubre de 2015     | Buenos Aires           | Argentina | Hipódromo Argentino de Palermo                        |
| 7 de octubre de 2015     | Mejillones             | Chile     | Plaza de los Eventos                                  |
| 9 de octubre de 2015     | Concepción             | Chile     | SurActivo                                             |
| 11 de octubre de 2015    | Viña del Mar           | Chile     | Enjoy Viña del Mar                                    |
| 12 de octubre de 2015    | Santiago de Chile      | Chile     | Teatro Nescafé de las Artes                           |
| 15 de octubre de 2015    | San Juan               | Argentina | Renatto                                               |
| 16 de octubre de 2015    | Mendoza                | Argentina | Stadium Arena Maipú                                   |
| 17 de octubre de 2015    | San Juan               | Argentina | Renatto                                               |
| 22 de octubre de 2015    | Olavarría              | Argentina | Teatro Municipal                                      |
| 23 de octubre de 2015    | Buenos Aires           | Argentina | Teatro Ópera                                          |
| 24 de octubre de 2015    | Montevideo             | Uruguay   | Teatro El Galpón                                      |
| 30 de octubre de 2015    | Córdoba                | Argentina | Espacio Quality                                       |
| 31 de octubre de 2015    | Villa María            | Argentina | Teatro Verdi                                          |
| 1 de noviembre de 2015   | San Francisco          | Argentina | Teatro Mayo                                           |
| 4 de noviembre de 2015   | Jujuy                  | Argentina | Teatro José Hernández                                 |
| 5 de noviembre de 2015   | Salta                  | Argentina | Teatro Provincial                                     |
| 7 de noviembre de 2015   | Santiago del Estero    | Argentina | Forum Santiago del Estero                             |
| 8 de noviembre de 2015   | Tucumán                | Argentina | Teatro Mercedes Sosa                                  |
| 13 de noviembre de 2015  | Rosario                | Argentina | Teatro Auditorio Fundación Astengo                    |
| 3 de diciembre de 2015   | Comodoro Rivadavia     | Argentina | ELE Multiespacio                                      |
| 6 de diciembre de 2015   | Catriel                | Argentina | Anfiteatro Municipal                                  |
| 15 de diciembre de 2015  | Madrid                 | España    | Teatro Nuevo Apolo                                    |
| 27 de diciembre de 2015  | Baracaldo              | España    | Teatro Barakaldo                                      |
| 9 de enero de 2016       | Puan                   | Argentina | Anfiteatro de Laguna de Puan                          |
| 15 de enero de 2016      | Santa María de Punilla | Argentina | Plaza de la Avicultura                                |
| 16 de enero de 2016      | Canals                 | Argentina | Complejo Ferial                                       |
| 24 de enero de 2016      | Allen                  | Argentina | Predio Ferial Rubén Darío                             |
| 26 de enero de 2016      | Mendoza                | Argentina | Complejo Deportivo Municipal                          |
| 28 de enero de 2016      | Osorno                 | Chile     | Gimnasio Monumental                                   |
| 29 de enero de 2016      | Olmué                  | Chile     | Anfiteatro del Parque Patagual                        |
| 30 de enero de 2016      | Puerto Varas           | Chile     | Centro de Eventos Dreams                              |
| 5 de febrero de 2016     | Puerto Santa Cruz      | Argentina | Plaza San Martín                                      |
| 6 de febrero de 2016     | La Banda               | Argentina | Estadio Sarmiento de La Banda                         |
| 7 de febrero de 2016     | Villa María            | Argentina | Anfiteatro de Villa María                             |
| 12 de febrero de 2016    | Antofagasta            | Chile     | Estadio Regional Calvo y Bascuñán                     |
| 13 de febrero de 2016    | Coquimbo               | Chile     | Enjoy Coquimbo                                        |
| 14 de febrero de 2016    | Viña del Mar           | Chile     | Enjoy Viña del Mar                                    |
| 8 de abril de 2016       | Las Rozas de Madrid    | España    | Auditorio Joaquín Rodrigo                             |
| 18 de julio de 2016      | Durango                | México    | Velaria de Durango                                    |
| 21 de julio de 2016      | México D.F.            | México    | El Plaza Condesa                                      |

## Sold Outs
| Ciudad            | País      | Recinto                      | Entradas disponibles | Entradas vendidas |
| ----------------- | --------- | ---------------------------- | -------------------- | ----------------- |
| Madrid            | España    | Sala TClub                   | 1.100                | 1.100             |
| Madrid            | España    | Teatro Joy Eslava            | 1.200                | 1.200             |
| Barcelona         | España    | Sala Barts                   | 1.500                | 1.500             |
| Concepción        | Chile     | SurActivo                    | 1.300                | 1.300             |
| Viña Del Mar      | Chile     | Enjoy Viña                   | 1.200                | 1.200             |
| Santiago de Chile | Chile     | Teatro Nescafe de las Artes  | 979                  | 979               |
| San Juan          | Argentina | Renatto                      | 700                  | 700               |
| Mendoza           | Argentina | Stadium Arena Maipú          | 5.000                | 5.000             |
| San Juan          | Argentina | Renatto                      | 700                  | 700               |
| Buenos Aires      | Argentina | Teatro Opera                 | 2.500                | 2.500             |
| Montevideo        | Uruguay   | Teatro El Galpón             | 1.000                | 1.000             |
| Villa Maria       | Argentina | Teatro Verdi                 | 600                  | 600               |
| Baracaldo         | España    | Teatro Barakaldo             | 1.545                | 1.545             |
| Mendoza           | Argentina | Complejo Deportivo Municipal | 30.000               | 30.000            |
| Osorno            | Chile     | Gimnasio Monumental          | 7.500                | 7.500             |
| Puerto Varas      | Chile     | Centro de Eventos Dreams     | 735                  | 735               |
| Coquimbo          | Chile     | Enjoy Coquimbo               | 1.200                | 1.200             |

## Conciertos cancelados y/o reprogramados
| Fecha                    | Ciudad, País      | Recinto                            | Motivo |
| ------------------------ | ----------------- | ---------------------------------- | --- |
| 11 de septiembre de 2015 | Madrid, España    | Barclayd Center                    | Cancelado por motivos profesionales de la cantante                                                                                              |
| 8 de diciembre de 2015   | Lima, Perú        | Anfiteatro Parque de la Exposición | Reprogramado para el 20 de febrero de 2016. Debido a irregularidades de la productora encargada del concierto en dicho país este fue cancelado. |
| 27 de diciembre de 2015  | Baracaldo, España | Teatro Barakaldo                   | Por graves problemas en los oídos de Amaia, la obligó a cancelar el concierto con Sold Out                                                      |